# Сив кит
Сивият кит (Eschrichtius robustus) е представител на Китоподобните близкородствен с Ивичестите китове, но отделен като единствен съвременен представител на семейство Сиви китове (Eschrichtiidae). Добре познат на китоловците в миналото е бил наричан още Дяволска риба, заради нападателното му поведение когато бъде уловен.

## Физическа характеристика
- Дължина на тялото около 16 m.
- Тегло около 36 тона.

Както говори наименованието им, тези китове са тъмно сиви на цвят, нашарени с множество по-светло сиви и бели петна от струпване на морски жълъди (ракообразни от подклас Cirripedia) и белези от китови въшки (ракообразни от сем. Cyamidae). За разлика от Ивичестите китове имат само 2 – 5 гънки на гушата си и нямат гръбен плавник, а само няколко гръбначни издатини.

## Разпространение
Сивите китове се срещат в Северния Тихи океан: североизточна (американска) популация и критично застрашена северозападна (азиатска) популация. Съществувала е и трета популация в Северния Атлантик, но тя е унищожена още през 17 век, най-вероятно вследствие на китолова.

### Популация
Азиатската популация сиви китове наброява не повече от 300 индивида, чиито миграционен маршрут е все още неизвестен, но се предполага че е между Охотско море и бреговете на Южна Корея. По-голямата американска популация наброява 20 – 22 хиляди индивида които мигрират между крайбрежията на Аляска и Долна Калифорния, Мексико.

### Миграция
Сивите китове мигрират на юг през есента за да се размножават и женските да родят своите малки в по-топли води. През пролетта се отправят на север за да се хранят. При лятната си миграция към Берингово и Чукотско море американските сиви китове изминават около 16 – 22 хиляди километра със средна скорост от 5 км/ч. и това е една от най-дългите годишни миграции на бозайници. Наблюдението на сиви китове по маршрута на тяхната миграция е превърнато в туристическа атракция, която предоставя на всеки реалната възможност да се докосне до тези изключителни създания в естествената им среда.

## Хранене
Като представители на Беззъбите (баленови) китове сивите китове се хранят с бентосни (дънни) ракообразни, които обръщайки се на една страна (обикновено дясната) загребват от морското дъно и пресяват с помощта на балените си от вода и пясък. Хранят се обилно през лятото в северните води, а през останалата част от годината разчитат предимно на натрупаните мазнини. По време на миграцията обаче не пропускат възможност да се нахранят.

## Природозащитен статус
Сивият кит е вписан в Червения списък на световнозатрашените видове на IUCN като вид с малък риск, зависим от опазване.